# Larus belcheri
Il gabbiano codafasciata (Larus belcheri, Vigors 1829) è un uccello della famiglia dei Laridi.
Il nome scientifico deriva da quello dell'esploratore inglese Edward Belcher.

## Sistematica
Larus belcheri non ha sottospecie, è monotipico.

## Stato di conservazione
Il gabbiano codafasciata è valutato a rischio limitato nella lista rossa della IUCN, riguardante le specie minacciate.

## Descrizione
Precedentemente includeva la molto simile specie atlantica (Larus atlanticus) che era considerata una sottospecie.
È un gabbiano di taglia media, con mantello nerastro, testa e parti inferiori bianche, coda bianca con vistosa banda nera, becco giallo con chiazza nera sulla punta. Gli adulti non in fase riproduttiva hanno testa nerastra e anello oculare bianco.

## Distribuzione e habitat
Questo gabbiano vive sulle coste occidentali del Sud America, da Panama al Cile, sulle isole della Georgia del Sud e sulle Sandwich Australi.